# Victor Séjour
Pour les articles homonymes, voir Séjour.
Jean-Baptiste Victor Marcou-Séjour ou Juan Victor Séjour Marcou et Ferrand dit Victor Séjour, né 2 juin 1817 à La Nouvelle-Orléans et mort le 20 septembre 1874 à Paris 10e, est un écrivain américain d'expression française ayant vécu à Paris. 
Bien que grandement méconnue des auteurs afro-américains postérieurs, sa nouvelle Le Mulâtre est l'œuvre de fiction la plus ancienne connue écrite par un auteur afro-américain.

## Biographie
Séjour naît à La Nouvelle-Orléans, dans la communauté des Créoles de Louisiane, d'un père libre haïtien et d'une mère libre afro-américaine. Ses parents sont fortunés et peuvent lui offrir une éducation dans une école privée. À 19 ans, il part pour Paris afin de continuer son éducation et de travailler. Il y rencontre des membres de l'élite littéraire parisienne, tel Cyrille Bissette, éditeur du journal La Revue des Colonies. Bisette publie en 1837 Le Mulâtre, la première œuvre de Séjour. Racontant l'histoire d'un esclave loyal se vengeant sur un maître cruel de la mort de sa femme, Le Mulâtre contient un réquisitoire contre l'esclavage au Nouveau Monde qui n'apparaîtra dans aucune des œuvres postérieures de Séjour.
Séjour se détourne alors du roman et compose une ode à Napoléon en 1841 et le drame en vers, Le juif de Séville, en 1844. Ce dernier fait sa réputation de dramaturge. Il continue en composant Richard III, un drame costumé inspiré de Shakespeare à propos de Richard III d'Angleterre, qui devient son œuvre la plus appréciée.  
Écrit en français, Le Mulâtre a un effet limité sur la littérature américaine et n'est même pas traduit en anglais avant la fin du XXe siècle. Toutefois sa condamnation de l'esclavage est annonciatrice des œuvres des écrivains afro-américains postérieurs tels Frederick Douglass et William Wells Brown.
En 1859, il publie une pièce de théâtre intitulée La Tireuse de cartes, inspirée de l'affaire Mortara (kidnapping d'un enfant juif par les autorités pontificales pour être élevé dans la foi chrétienne), où il utilise des notions d'émancipation en termes religieux et raciaux, reliant le sort des Noirs en Amérique à celle des Juifs en Europe et aux plus grandes batailles pour la liberté et la nation qui progressaient à travers le continent,.
Ses pièces sont critiquées dans le journal « Le Temps » d'avril 1862, qui évoque également la censure que l'auteur a subie.
Cependant, vers la fin de sa vie, les pièces de Séjour tombèrent en défaveur, ce qui eut un effet sur son statut d'écrivain.

Le journal « La République-Moniteur de la garde nationale et de la garde mobile », daté du dimanche 4 septembre 1870, insère une lettre de Victor Séjour adressée au ministre de la Justice, dont voici le texte :

« J'ai l'honneur, monsieur le Ministre, de vous demander d'office ma naturalisation comme Français pour avoir le droit de concourir à la défense de Paris. Depuis 33 ans que j'habite Paris, je crois avoir prouvé, par mes travaux et mes états de service, aux journées de juin, que je ne suis pas indigne de l'honneur que je réclame. La grande république d'Amérique, ma première patrie, ne nous autorise pas à combattre les Prussiens.

Je n'ai donc pas à hésiter : devant les périls qui menacent la France, je revendique ma place, une place au feu, la place qu'aurait occupée mon père comme Français s'il n'était pas mort.

Daignez agréer, Monsieur le Ministre, l'assurance de mon  profond respect et croire à ma vive reconnaissance si ma prière est écoutée. »

Mort à la Maison municipale de Santé de la rue du Faubourg Saint-Denis, dite Maison Dubois, il est inhumé au cimetière du Père-Lachaise (15e Division).

## Redécouverte américaine
De nos jours, les chercheurs de l’histoire littéraire des États-Unis à l’Institut Longfellow à Harvard s'intéressent à la diversité linguistique des écritures littéraires aux États-Unis (« littérature américaine écrite dans des langues autres que l’anglais ») et « un article sur les écrivains louisianais dits de couleur figure dans l’ouvrage collectif Multilingual America, et The Multilingual Anthology of American Literature inclut la nouvelle anti-esclavagiste Le Mulâtre, de Victor Séjour ». Aussi, le professeur émérite Norman R. Shapiro de l'Université Wesleyan a-t-il traduit en anglais en 2002 des pièces de Séjour : Le Juif de Séville, La Tireuse de cartes : The Jew of Seville et The Fortune-Teller,.

## Œuvres

### Théâtre
- Diégarias (Le Juif de Séville). Drame en cinq actes et en vers. Représenté pour la première fois, à Paris, au Théâtre-Français, en 1844. Lire en ligne
- La Chute de Séjan. Drame en cinq actes et en vers. Représenté pour la première fois, à Paris, au Théâtre-Français, en 1849
- Les Grands Vassaux. Drame en trois époques et en cinq actes. (Représenté pour la première fois, à Paris, au Théâtre impérial de l’Odéon, en 1851

Affiche du Fils de la nuit, drame en trois journées et un prologue de Victor Séjour - Théâtre de la Porte Saint Martin à Paris, le 11 juillet 1856, avec Henri Lafontaine (1826-1898), Pierrette Louise Devoyod (1838-1905?) et Maurice Desrieux (1830-1876).

- Affiche du Fils de la nuit, drame en trois journées et un prologue de Victor Séjour - Théâtre de la Porte Saint Martin à Paris, le 11 juillet 1856, avec Henri Lafontaine (1826-1898), Pierrette Louise Devoyod (1838-1905?) et Maurice Desrieux (1830-1876).Les Volontaires de 1814. Drame en cinq actes et quatorze tableaux. (1851) Paris: Michel Lévy Frères, 1862
- Richard III. Drame en cinq actes, Théâtre de la Porte-Saint-Martin, 28 septembre 1852. Édition Paris: D. Giraud et J. Dagneau, 1852
- Les Noces vénitiennes. Drame en cinq actes en prose, Théâtre de la Porte-Saint-Martin, en 1855
- Le Fils de la nuit. Drame en prose, en trois journées et un prologue, Théâtre de la Porte-Saint-Martin, 11 juillet 1856. Télécharger et lire en ligne
- André Gérard. Drame en cinq actes en prose. Représenté pour la première fois, à Paris, au Théâtre impérial de l’Odéon, le 30 avril 1857
- Le Martyre du Cœur. Drame en cinq actes en prose, en collaboration avec Jules Brésil. Représenté pour la première fois, à Paris, au Théâtre de l'Ambigu-Comique, le 15 mars 1858. Édition Théâtre Contemporain Illustré, Paris: Michel Lévy Frères - Éditeurs, 1858
- La Tireuse de cartes, mélodrame, Théâtre de la Porte-Saint-Martin, 22 décembre 1860. Édition Paris: Michel Lévy Frères, 1860
- Les Aventuriers. Drame en cinq actes et un prologue. 1860
- Compère Guillery. Drame en cinq actes et un prologue. Édition Paris: Michel Lévy Frères, 1860
- Les Massacres de la Syrie. Drame en huit tableaux. Édition Paris: Barbré, 1861
- Les Mystères du Temple. Drame en cinq actes et huit tableaux. Édition Théâtre Contemporain Illustré, Paris: Michel Lévy Frères - Éditeurs, 1861
- Le Fils de Charles Quint. Drame en cinq actes et un prologue, en deux tableaux. Édition Paris: Michel Lévy Frères, 1864
- Le Marquis Caporal. 1864
- Les Enfants de la louve. Drame en cinq actes et un prologue, en collaboration avec Théodore Barrière. Représenté pour la première fois, à Paris, sur le Théâtre de la Gaîté, le 13 avril 1865. Édition Paris: Michel Lévy Frères, 1865
- La Madone des roses. Drame en cinq actes, en prose. Édition Paris: Michel Lévy Frères, 1869
- Le Paletot blanc. Comédie en un acte, en prose, Théâtre de la Porte-Saint-Martin. Édition Théâtre Contemporain Illustré, Paris: Michel Lévy Frères - Éditeurs
- L'Argent du Diable. Comédie en trois actes en prose, en collaboration avec A. Jaime, Théâtre des Variétés

### Romans
- Le Mulâtre, Revue des Colonies, Paris, no 3:9, mars 1837, p. 376-392.

## Distinctions
- Chevalier de la Légion d'Honneur (décret impérial du 6 août 1860)[10]